# 宁国路 (上海)
宁国路是中華人民共和國上海市楊浦區一條南北走向道路，北至長陽路與黃興路相連，南至楊樹浦路。馬路上建有上海內環線高架。道路名稱來自於安徽寧國，全长959米，始建於中華民国2年(1913年)，最初道路以巴基斯坦城市拉合尔命名為赖霍尔路(Lahore Road)。中華民国4年（1915年）更名為寧國路。